# Wettiner Hof

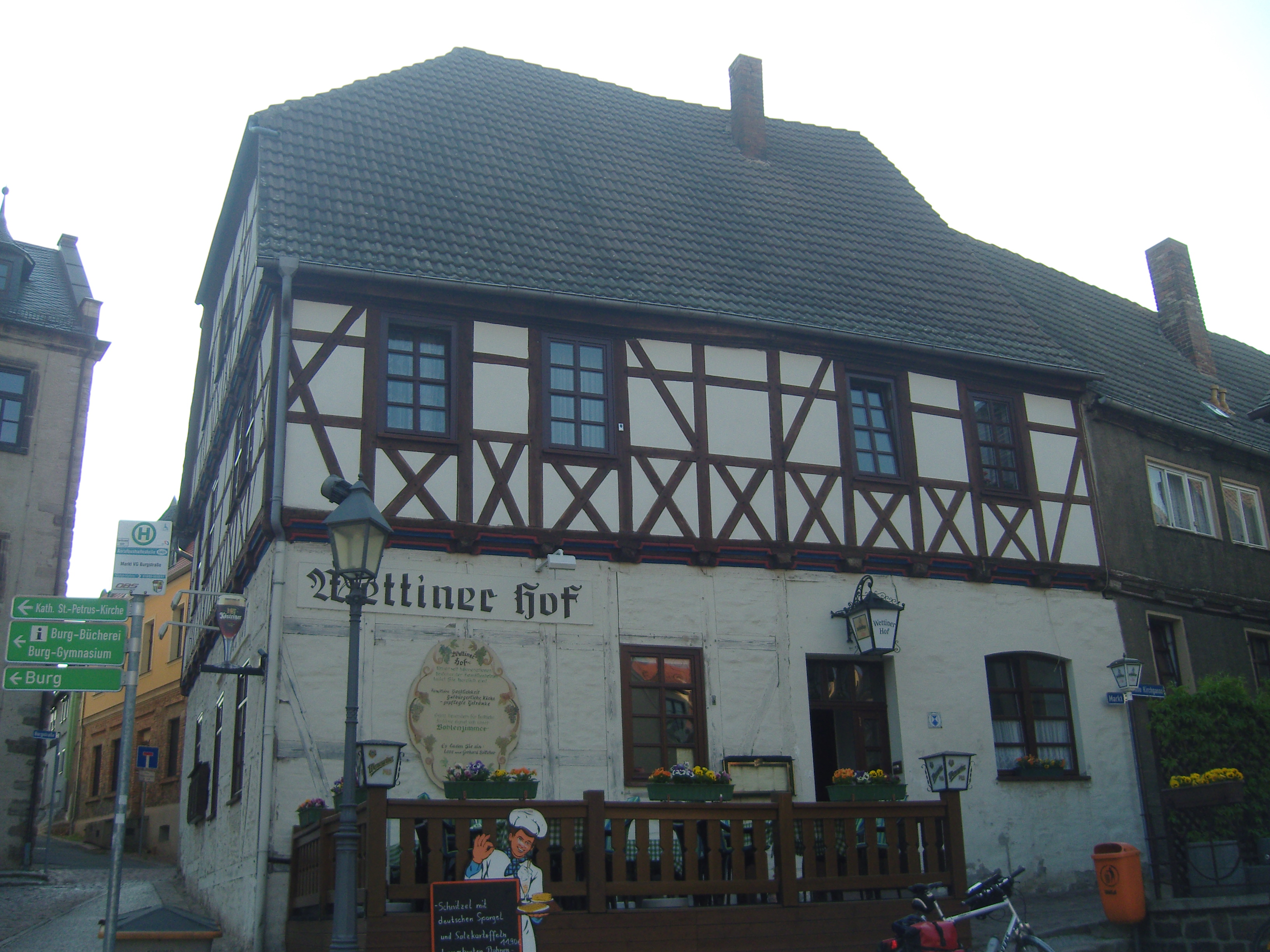
Der Gasthof Wettiner Hof

Der Gasthof Wettiner Hof ist ein denkmalgeschützter Gasthof im Ortsteil Wettin der Stadt Wettin-Löbejün in Sachsen-Anhalt. Im örtlichen Denkmalverzeichnis ist er unter der Erfassungsnummer 094 55413 als Baudenkmal verzeichnet.
Der Wettiner Hof hat die Adresse Markt 1. Bei dem Gebäude handelt es sich um ein Fachwerkhaus aus dem 16. Jahrhundert. Es beherbergte im Lauf der Zeit mehrere Gasthäuser, zuletzt als Wettiner Hof (er wurde im Juni 2015 geschlossen), davor als Preußischer Hof. 
Der Wettiner Hof wurde im Februar 2025 nach Umbau und Renovierung eröffnet. Das Konzept hat sich nun etwas geändert: Es ist ein familiengeführtes Café mit köstlichen hausgemachten Desserts und einem nahrhaften Frühstück.